# Dianthus holopetalus
Dianthus holopetalus är en nejlikväxtart som beskrevs av Porphir Kiril Nicolai Stepanowitsch Turczaninow. Dianthus holopetalus ingår i släktet nejlikor, och familjen nejlikväxter. Inga underarter finns listade i Catalogue of Life.